# Baños árabes (Palma de Mallorca)
Los baños árabes son uno de los monumentos más emblemáticos de Palma, en la isla de Mallorca (Islas Baleares, España). Se encuentran en la calle de Can Serra, n. 7. Son una de las pocas muestras que nos han llegado de la arquitectura musulmana en Mallorca.

## Descripción
Se encuentran en el jardín señorial de Can pit, solo se conserva la sala central destinada a baños calientes y una sala anexa a los baños que tiene la planta en forma de rectángulo y bóveda de medio punto con paredes muy gruesas con respecto a cuando se realizaron en época musulmana.
Antes del siglo XIX, el jardín y los baños formaban parte de Can Serra.
Se puede entrar por un portal con arco de herradura. La sala es cúbica con un pasillo a un lado, con tejado de arco de medio punto hecho de 12 columnas y arcos de herradura por encima de una cúpula, hecha de ladrillos con claraboyas. Muchos de los capiteles pueden hacer pensar que se aprovecharon restos de otras construcciones para construirlo.
Hay restos de chimeneas y tuberías de agua caliente y vapor. Un pasillo estrecho daba a una sala que hacía de vestuario para poder pasar a la sala tibia, antes de la sala caliente o hammam.

Baños árabes
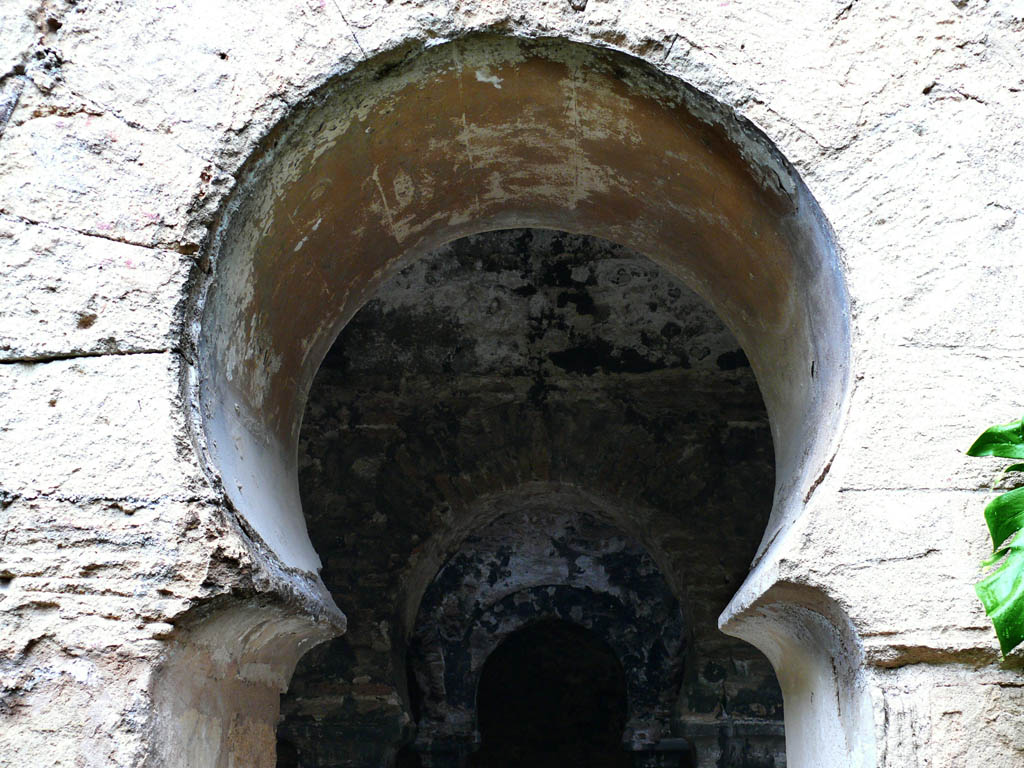
Entrada.
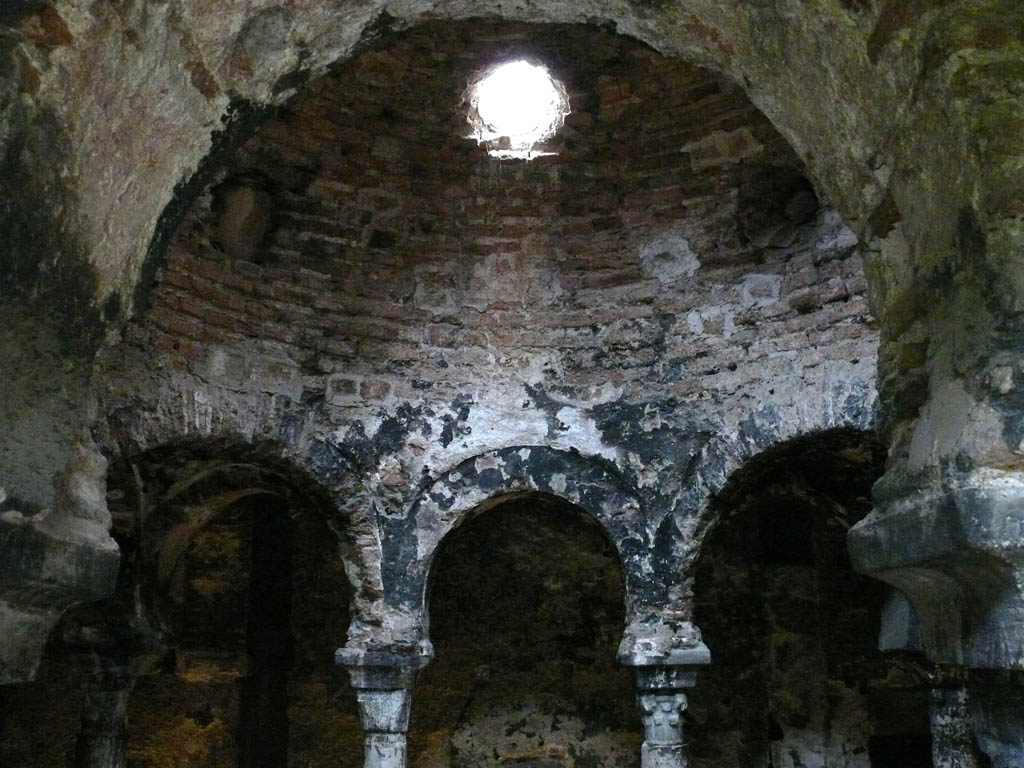
Sala central.
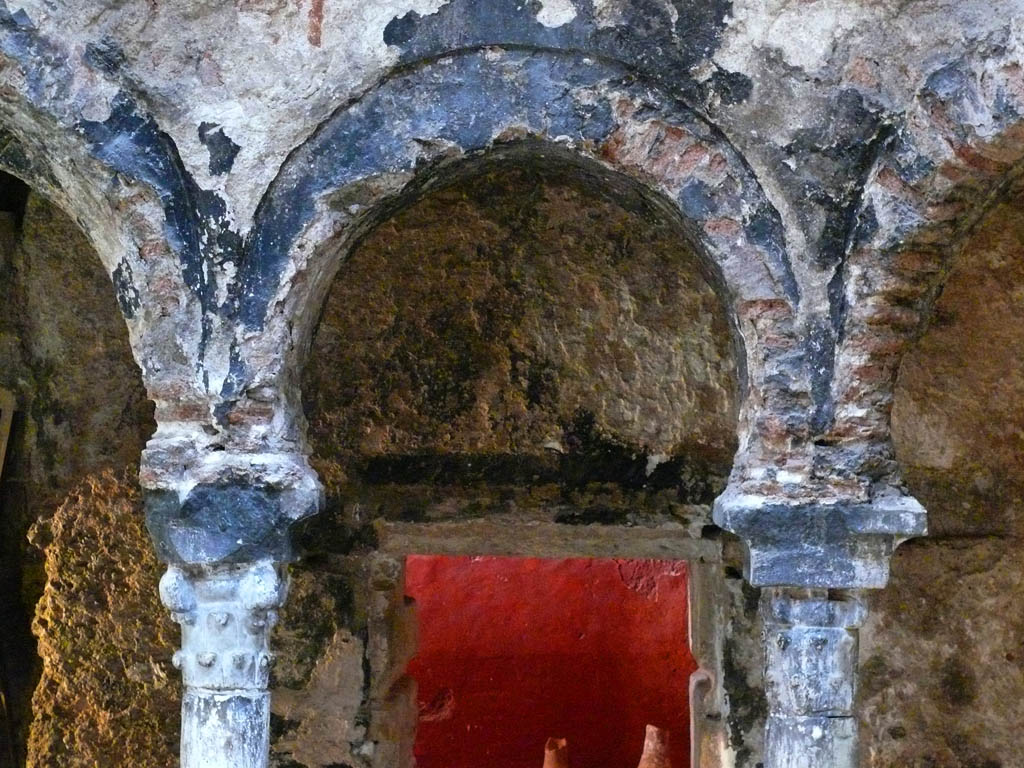
Arco.
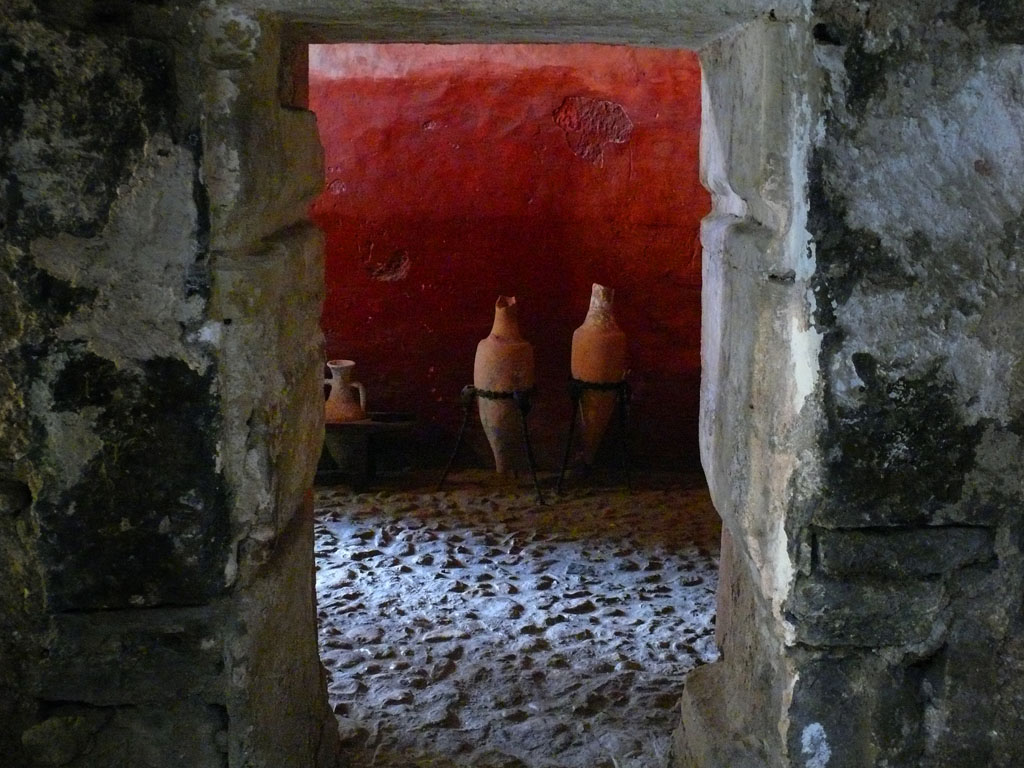
Sala anexa.
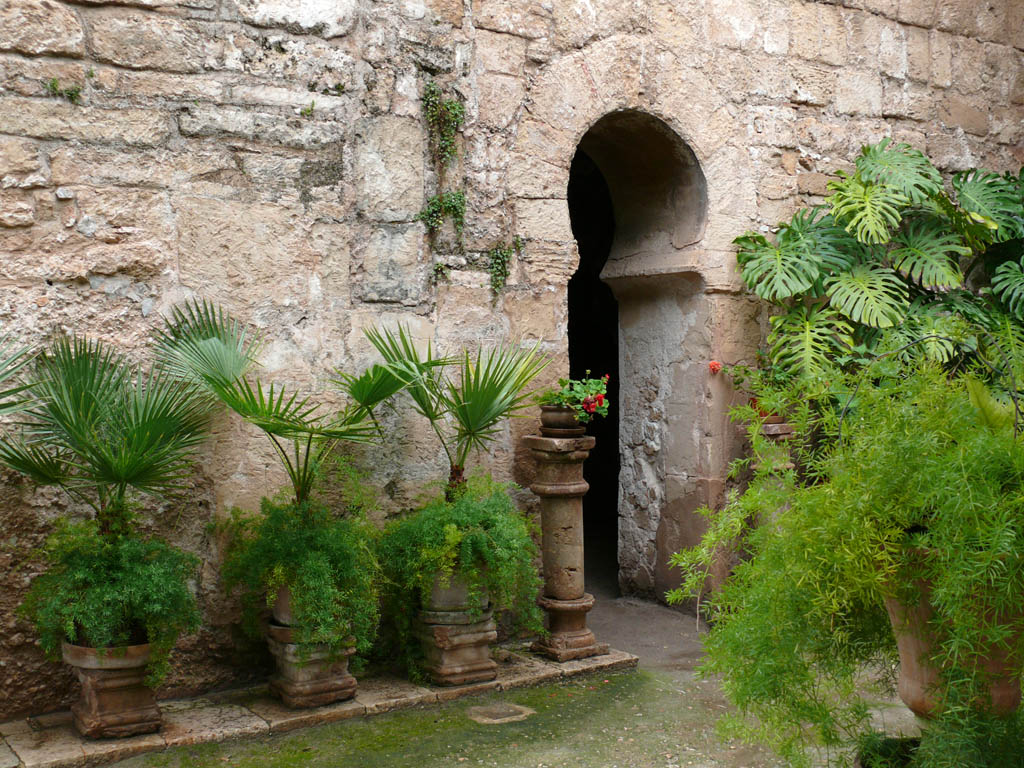
Jardín.
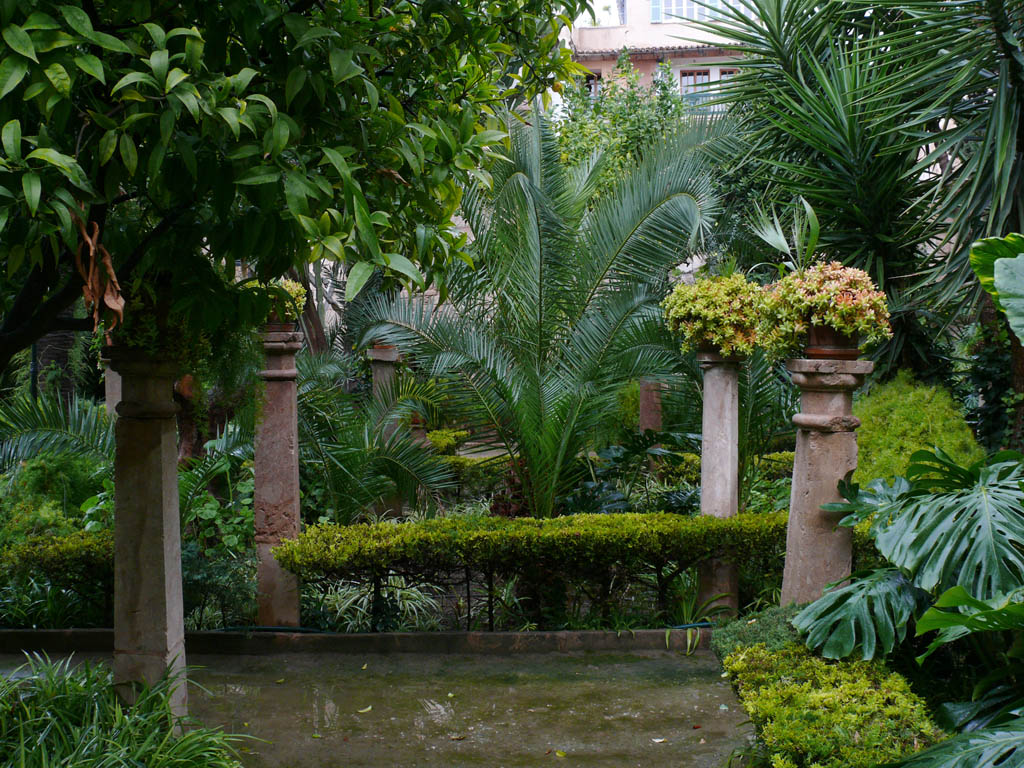
Jardín.